# Andries Noppert
Andries Noppert (* 7. April 1994 in Heerenveen) ist ein niederländischer Fußballtorhüter. Er steht beim SC Heerenveen unter Vertrag und ist A-Nationalspieler seines Landes.

## Karriere

### Vereine
Zur Saison 2005/06 wechselte er aus der Jugend des SC Joure in die des SC Heerenveen. Hier durchlief er alle weiteren U-Mannschaften, wechselte für den Herren-Bereich dann zu NAC Breda, wo er aber über lange Strecken dann auch noch in der U21 mitspielte. Zum Saisonauftakt am 12. August 2017 kam er erstmals in der Eredivisie bei der 1:4-Niederlage im Auswärtsspiel gegen Vitesse Arnheim zum Einsatz.
Im Januar 2018 wechselte er ablösefrei zum italienischen Zweitligisten Foggia Calcio, für den er die letzten fünf Saisonspiele und in der Folgesaison drei Punktspiele bestritt. Nach der Spielzeit 2018/19 endete sein Vertrag und er war zunächst eine Zeit lang ohne Verein. Im September 2019 fand er im FC Dordrecht seinen neuen Verein, für den er lediglich zwei Punktspiele bestritt und diesen zum Saisonende verließ.
Ab Januar 2021 gehörte er den Go Ahead Eagles Deventer an, der Verein, der ihn in der Eerste Divisie in Punktspielen nicht berücksichtigte. Mit dem Aufstieg in die Eredivisie gehörte er stets dem Spieltagskader an, wurde erst am dem 20. Spieltag bis zum Ende der Saison zum Stammtorhüter. So schaffte er es mit seinem Team in dieser Spielzeit auch bis ins Halbfinale des KNVB-Pokals. Seit der Saison 2022/23 ist er wieder zurück bei seinem ehemaligen Jugendklub SC Heerenveen und fungiert dort durchgehend als Stammtorhüter.

### Nationalmannschaft
Ohne ein Länderspiel für die A-Nationalmannschaft oder ein Juniorenteam des KNVB bestritten zu haben, wurde Noppert neben den weiteren Torhütern Justin Bijlow und Remko Pasveer von Bondscoach Louis van Gaal für den Kader bei der Weltmeisterschaft 2022 in Katar nominiert. Van Gaal ernannte ihn zum Stammtorhüter, sodass er am 21. November 2022 bei einem 2:0-Sieg gegen den Senegal im ersten Gruppenspiel sein Länderspieldebüt gab. Noppert bestritt vier weitere Turnierspiele und erhielt vom kicker die Gesamtnote 2,8. Er musste insgesamt nur vier Gegentreffer hinnehmen und scheiterte mit seiner Mannschaft im Viertelfinale im Elfmeterschießen am späteren Weltmeister Argentinien.